# برلمان ليسوتو
برلمان ليسوتو (بالإنجليزية: Parliament of Lesotho)‏ هي الهيئة التشريعية لليسوتو، تتكون من المجلس الأعلى مجلس الشيوخ (ليسوتو)
الذي يضم 33 مقعداً، والمجلس الأدنى جمعية ليسوتو الوطنية الذي يضم 120 مقعداً.